# 증거계약
증거계약(證據契約, de:Beweisvertrag)이란 소송에 있어서 소송상의 청구에 관한 요건사실의 확정방법에 대한 당사자간의 합의로 소송계약의 하나이다.

## 사례
철수와 민수는 오랫동안 거래관계를 유지해 온 사이로 매매대금과 대여금채무 등의 존부에 관해 법원에 해결을 구할 경우, 사실관계의 확정은 반드시 서증에 의해서만 하기로 서념으로 계약을 하였다.

## 참조
1. ↑  “법률신문 법률용어사전- 증거계약”. 2012년 5월 17일에 원본 문서에서 보존된 문서. 2013년 10월 4일에 확인함.